# Aktor (Sohn des Hippasos)
Aktor (altgriechisch Ἄκτωρ Áktōr) ist eine Gestalt der griechischen Mythologie.
Aktor war ein Sohn des Hippasos und wird von Hyginus und der Bibliotheke des Apollodor zu den Teilnehmern der Argonautenfahrt gerechnet.